# Markvartice (Ústí nad Labem)
Markvartice é uma comuna checa localizada na região de Ústí nad Labem, distrito de Děčín.